# Błażej Ożóg
Błażej Ożóg (14 de abril de 1993) es un deportista polaco que compitió en vela en la clase Formula Kite. Ganó una medalla de bronce en el Campeonato Mundial de Formula Kite de 2015.

## Palmarés internacional
| \| Campeonato Mundial \| Campeonato Mundial \| Campeonato Mundial \| Campeonato Mundial \| \| Año \| Lugar \| Medalla \| Clase \| \| ------------------ \| ------------------ \| ------------------ \| ------------------ \| \| 2015 \| Gizzeria (Italia) \| Medalla de bronce \| Formula Kite \| |                   |                   |              |
| Campeonato Mundial |                   |                   |              |
| Año | Lugar             | Medalla           | Clase        |
| 2015 | Gizzeria (Italia) | Medalla de bronce | Formula Kite |